# Бій при Мойковаці
Бій при Мойковаці (серб. Бој на Мојковцу, Boj na Mojkovcu) — бій, який відбувся 6 — 7 січня 1916 року між австрійськими та чорногорськими військами під час Першої світової війни. Завершився перемогою чорногорських військ, яка дала можливість частинам сербської армії продовжити відступ до Албанії.

## Бій
Під час кампанії 1915 року австро-угорські та німецькі війська змогли здобути низку перемог і відтіснити сербську й чорногорську армії. Після втручання Болгарії у війну на боці Центральних держав сербська армія була змушена відступати до адріатичного узбережжя в Албанію.

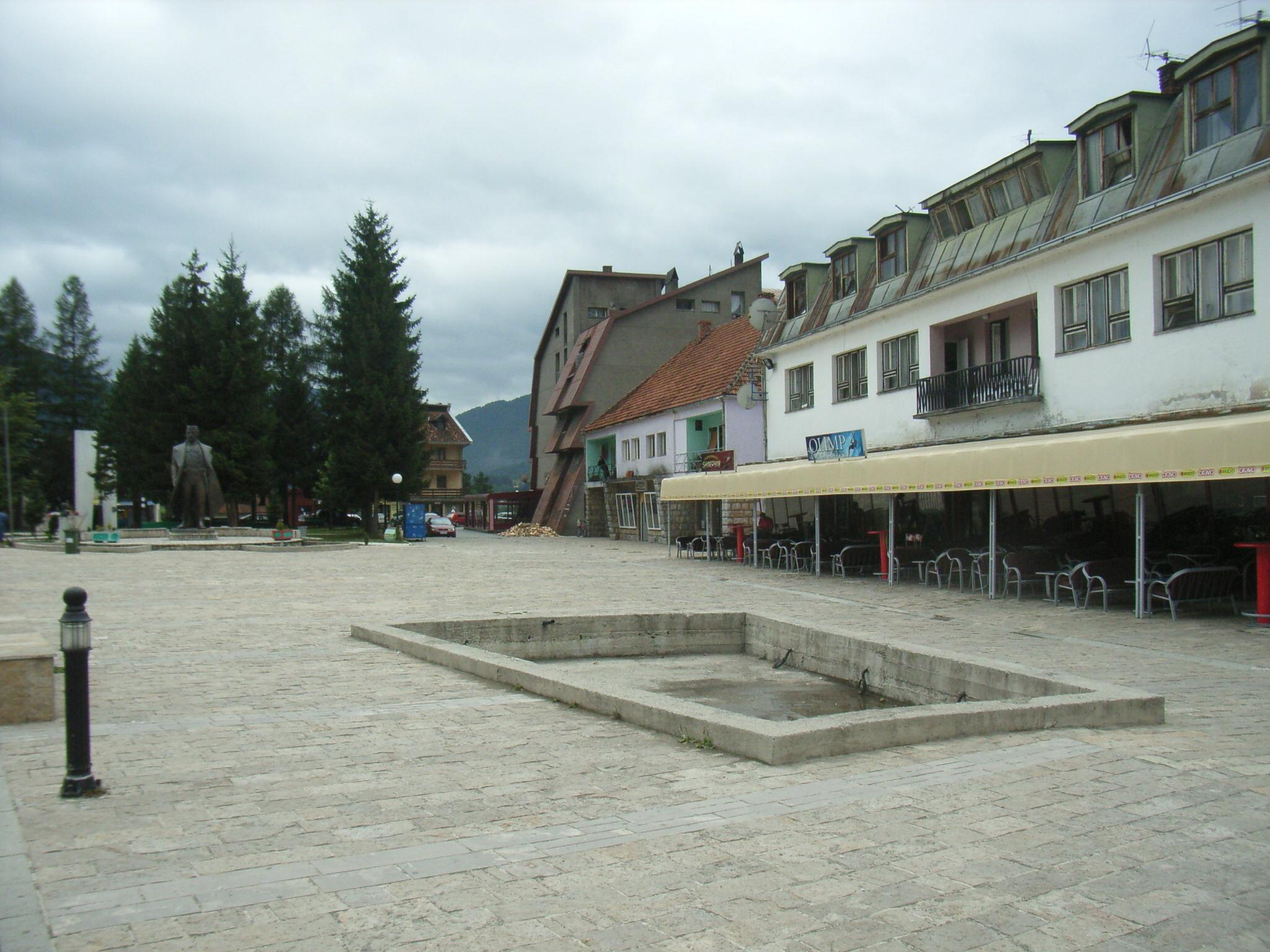
Центральна площа Мойковаца з пам'ятником Я. Вукотичу

Чорногорська армія, ослаблена в боях 1914 року, у результаті нестачі боєприпасів відчайдушно стримувала натиск австро-угорських військ і відступала углиб території Чорногорії. 5 січня 1916 року Санджацька дивізія чорногорської армії отримала наказ затримати просування австрійських військ біля Мойковаца для того, щоб дати можливість відступити сербській армії.
Бої відбувалися 6 і 7 січня, на православне Різдво Христове, тому цей бій часто називають «Криваве Різдво». Чорногорська армія на чолі з Янко Вукотичем і Крсто Поповичем, незважаючи на чисельну перевагу австро-угорської армії, змогла здобути перемогу в боях біля Мойковаца і зупинити просування австрійських військ. Це дало можливість частинам сербської армії продовжити відступ до Албанії.
Австро-угорські війська зазнали відчутних втрат, чорногорці втратили кілька сотень чоловік убитими. Однак чорногорські війська не довго утримували свої позиції. Незабаром австрійці відновили наступ, і чорногорці були змушені відступати.

## Пам'ять
- При в'їзді у Мойковац встановлено пам'ятник на честь битви. Пам'ятник розташовано біля мосту через річку Тара[1]. Також на центральній площі міста встановлено пам'ятник командувачу чорногорськими військами в битві Янко Вукотичу.
- У грудні 2014 року відбулася виставка в Історичному музеї Сербії «Жінки-добровольці в Першій світовій війні», на якій представлені матеріали про Василію Вукотич, дочку Янко Вукотича, яка билася в тій битві[2].